# Астана (концертный зал)
Концертный зал «Астана» (каз. «Астана» концерт залы; ранее — Дворец целинников, Конгресс-холл) — достопримечательность Астаны, место проведения общественно-государственных мероприятий. В 1982 году был включен в список памятников истории и культуры республиканского значения и охраняется государством.

## История
В начале 1950-х годов на данном месте был построен летний кинотеатр «Родина», который затем был снесён для строительства Дворца целинников. Образование в конце 1960 года Целинного края с центром в Акмолинске, с 20 января 1961 года переименованного в Целиноград, отразилось на резком росте его строительства. Быстро развивающемуся городу было необходимо общественное здание для проведения массовых собраний. Во время приезда в 1961 году Н. С. Хрущёва во всем городе не нашлось вместительного зала для проведения форума целинников, и встреча прошла в одном из помещений промышленной зоны.
Поэтому по проекту латвийских архитекторов П. Фогелса, О. Крауклиса и Д. Даннеберг в рекордные сроки был построен Дворец целинников со зрительным залом на 2500 мест. Выразительный облик здания оригинальной архитектуры с многофункциональным залом сделал его визитной карточкой города. Было установлено 1200 светильников и 82 громкоговорителя. В киноаппаратной — десять проекторов, величина киноэкрана — 34 на 13,1 метра. В холле расцвел ботанический сад с экзотическими растениями, присланными со всего Союза. 6 ноября 1963 года было открытие Дворца целинников. Желающих посмотреть кинофильм или увидеть концерт было так много, что первые полгода люди ходили во дворец организованно, по приглашениям учреждениями, цехами, классами. Помимо кинофильмов и концертов, во Дворце целинников проводились вечера отдыха, танцев, новогодние карнавалы.
В 1998 году дворец подвергся коренной реконструкции и сменил название на Конгресс-холл. Потеряв во вместительности — были убраны амфитеатры, и зал стал вмещать 1600 мест, он выиграл в комфорте, дизайне, не ухудшилась акустика.
В 2016 году был переименован в концертный зал «Астана».